# Lindsay Applegate
Pour les articles homonymes, voir Applegate.
Lindsay Applegate (18 septembre 1808 - 28 novembre 1892) est un pionnier connu pour avoir frayé avec ses frères Charles et Jesse la piste Applegate en 1846. Cette piste constitue une alternative pour la fin de la piste de l'Oregon qui franchissait les montagnes Rocheuses et visait à être une route moins dangereuse pour se rendre dans le territoire de l'Oregon.

## Jeunesse
Lindsay Applegate est le fils de Daniel et Rachel Applegate. Il nait dans le Kentucky le 18 septembre 1808. Sa famille part en 1820 dans le Missouri où ils sont cultivateurs. En 1831, Lindsay épouse Elizabeth Miller, dont la sœur Melinda est mariée à Charles, le frère aîné de Lindsay. Ils ont six enfants. Il combat en 1832 dans la guerre de Black Hawk contre les tribus amérindiennes.

## Voyage vers l'Oregon
Lindsay, Charles et leur frère cadet Jesse vendent leurs fermes dans le Missouri. En 1843, ils achètent plusieurs centaines de tête de bétail et mettent le cap sur l'Oregon, sur les suggestions de Robert Shortess, un ami de Jesse. En ces temps, les dernières centaines de kilomètres au-delà de la mission méthodiste de Wascopam à The Dalles devaient se faire par bateau à travers des vents dangereux, les rapides et les tourbillons du fleuve Columbia :

« Les tourbillons ressemblant à des bassines profondes dans la rivière, les clapotis, les éclaboussures et les roulements des vagues... Bientôt il y eut un gémissement d'effroi, un cri, et une scène de désordre dans notre bateau qu'aucun langage ne peut décrire. Le bateau que nous regardions disparut et nous vîmes l'homme et les garçons se débattre dans les eaux. »

Warren, le fils de neuf ans de Lindsay, y trouve la mort ainsi que le fils âgé de 10 ans de Jesse, Edward, qui ne savait pas nager. Lindsay écrivit : « nous décidâmes, si nous restions dans ce territoire, de trouver un meilleur moyen pour les autres qui pourraient vouloir émigrer. »

## Création de la piste

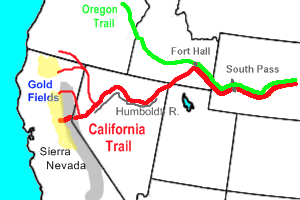
Sentiers de la piste de la Californie.

D'autres décès dans les vagues d'émigrations de 1844 et 1845 poussent encore davantage les colons et en inspirent beaucoup à chercher des chemins alternatifs. Lindsay et quatorze autres colons établissent la Piste Sud des Émigrants, entre l'avant-poste de Fort Hall en Idaho et la vallée de la Willamette, à travers le nord du Nevada jusqu'au sud de l'Oregon où se trouvent maintenant Ashland et Roseburg. Les buts de cette route sont nombreux : être plus sûre que le fleuve Columbia, encourager l'installation de colons dans l'Oregon à l'ouest, éviter la zone contrôlée par la Compagnie de la Baie d'Hudson (qui décourage les colons pour maintenir son monopole), permettre à la saison d'émigration de durer plus longtemps, et éviter le territoire anglais disputé au nord du Columbia pour lequel la plupart des colons s'attendait à ce qu'il devienne la frontière entre les États-Unis et la Colombie-Britannique. 

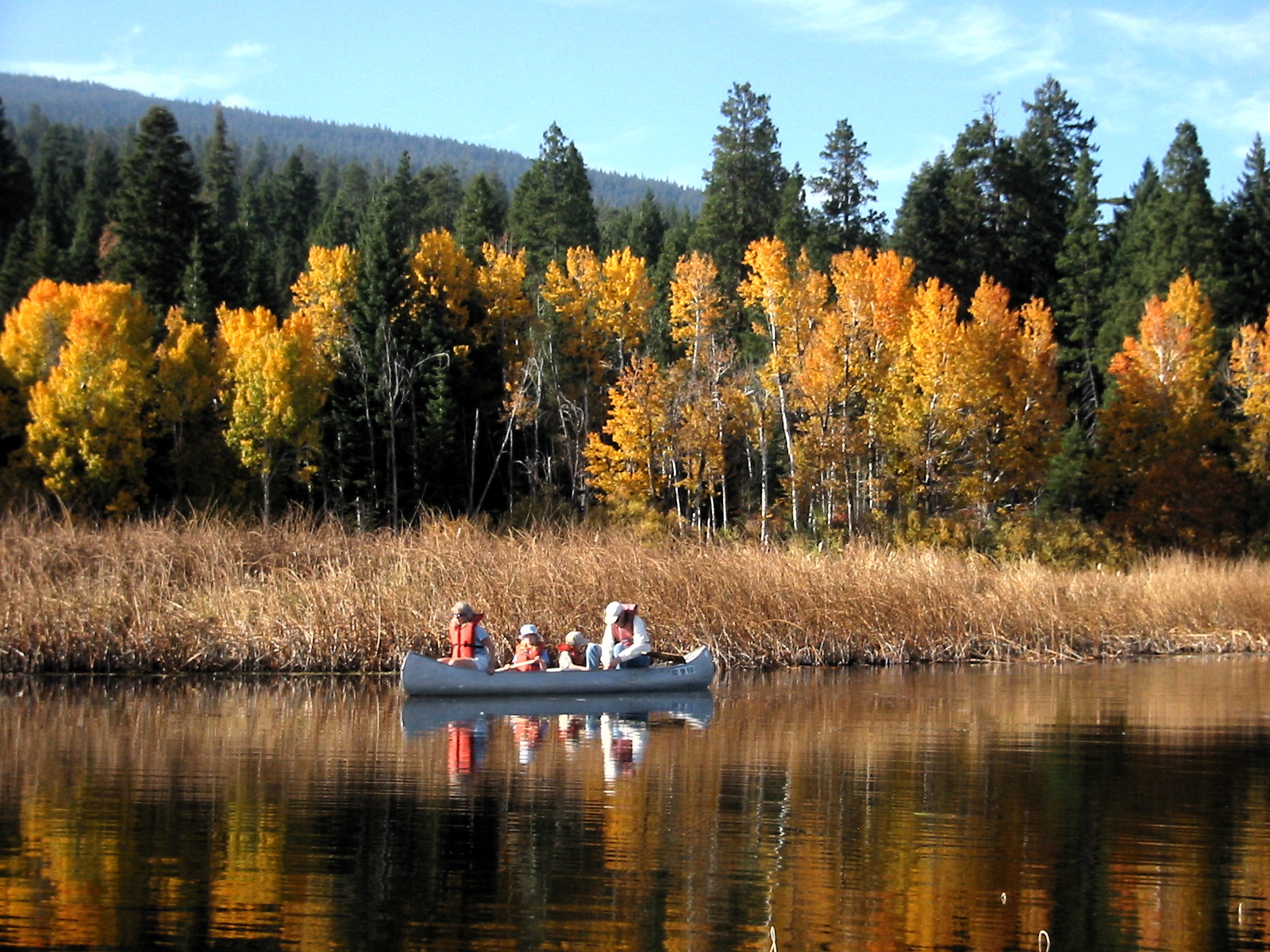
Navigation sur le lac Klamath.

Jesse obtient de la Compagnie de la Baie d'Hudson des informations à propos de la piste de la Californie qui va de l'Idaho en Californie du Nord en longeant la rivière Humboldt. Ces informations combinées avec celles sur la piste des trappeurs entre la vallée de la Willamette et la California conduisent un ensemble d'hommes à cheval à se lancer à la recherche d'une jonction à la mi-juin 1846, avec la bénédiction du gouvernement provisoire de l'Oregon. La troupe augmente et, une fois passé le comté de Polk, elle compte Jesse et Lindsay Applegate, William G. Parker, Benjamin F. Burch, David Goff, John Owens, Robert Smith, Bennett Osborn, S. H. Goodhue, Jack Jones, Henry Boygus, William Sportsman, Moses "Black" Harris, Levi Scott et son fils John. Ils voyagent plein sud à travers les vallées de la Willamette, Umpqua et Rogue. À la fin de la vallée de la Rogue, où se trouve à présent Ashland, ils mettent cap sur l'est et traversent la chaîne des Cascades environ le long de ce qui est maintenant Green Springs Highway (route 66 de l'Oregon). Ils émergent près de l'emplacement dorénavant occupé par Keno, dans le comté de Klamath. Ils traversent autour de la pointe sud du lac Klamath puis finalement là où s'élève Winnemucca dans le Nevada. La troupe se divise, en laissant certains se reposer, tandis que les autres suivent la rivière Humboldt au nord-est et le long de la piste de la Californie au Fort Hall. Sur leur chemin de retour en automne 1846, la troupe est suivie par un groupe comptant peut être 150 familles, persuadées par Jesse d'être les premiers émigrants à utiliser la piste Applegate. 

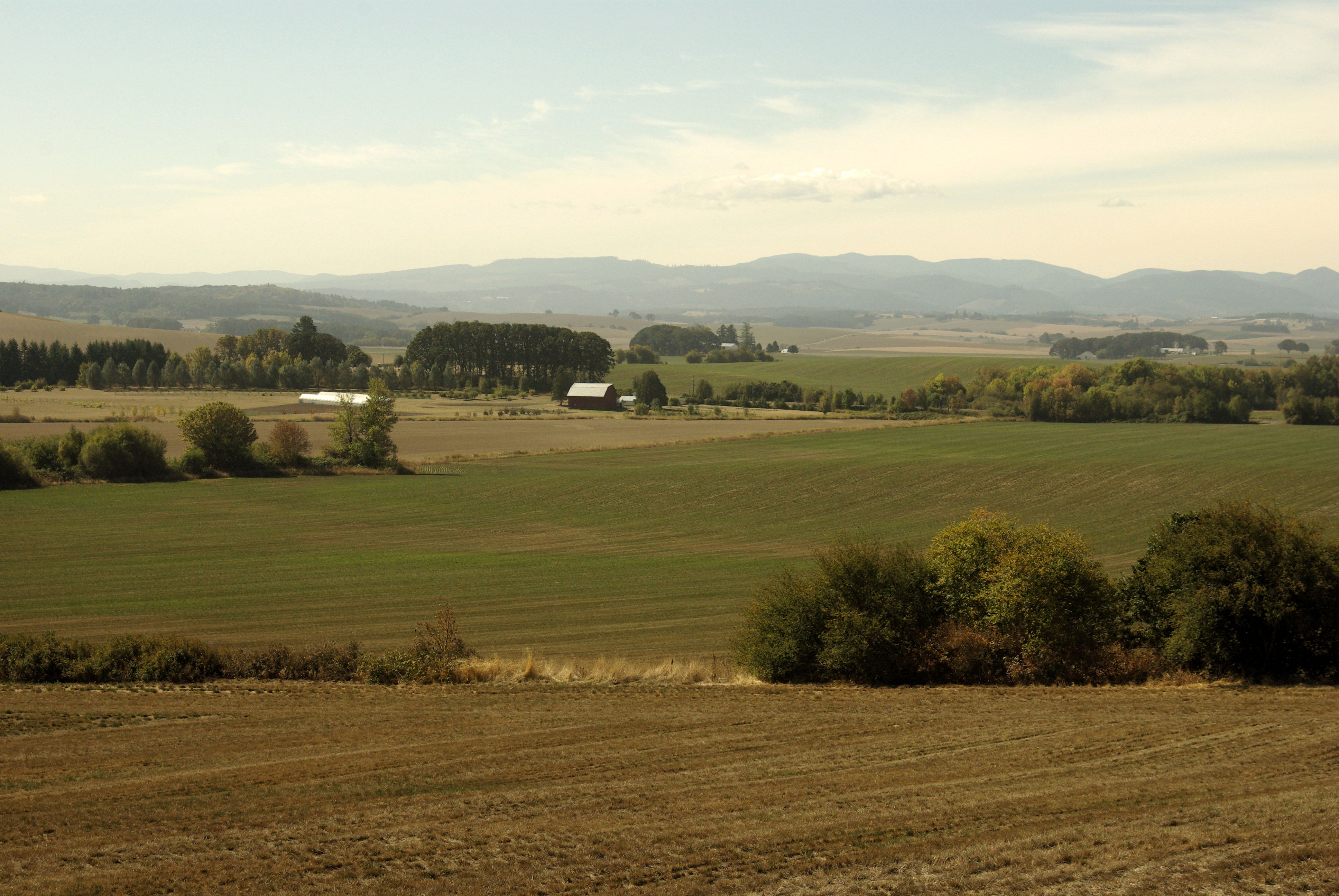
La vallée de la Willamette dans le comté de Polk.

Sur leur retour, les groupes combinés commencent à frayer un chemin pour des chariots, bien qu'ils soient mal préparés pour une telle tâche, n'ayant que peu d'outils et la troupe consiste principalement en des émigrants fatigués. Ils doivent aussi faire face à un hiver venant plus tôt que prévu, avec des chutes de neige record qui piègent aussi l'expédition Donner quelques centaines de kilomètres au sud, célèbre pour avoir recouru au cannibalisme dans le blizzard. Lorsqu'ils arrivent à la vallée Rogue, l'hiver s'est installé. La pluie, la neige, la boue et les rivières en crue entravent le passage. Leur progression doit encore subir des provisions basses, peu de gibier, un réseau dense d'arbres et de buisson, et des difficultés à allumer des feux pour se réchauffer. Ils sont sauvés par des groupes de la vallée de la Willamette lorsque les nouvelles de leurs problèmes voyagent le long de la piste. Les Applegate sont blâmés pour les problèmes auxquels ce premier convoi avait fait face. La guerre des mots de Jesse Quinn Thornton conduit presque à un duel entre lui et un partisan des Applegate, James Nesmith, et la rumeur veut que des restes de ces hostilités aient survécu entre les descendants des survivants. Bien que la piste Applegate ait réduit les problèmes dus au milieu naturel, en 1862 les guerriers indiens agressifs avaient tué au moins 300 émigrants, et ce malgré l'abandon de la piste en 1847. 

## Après la piste

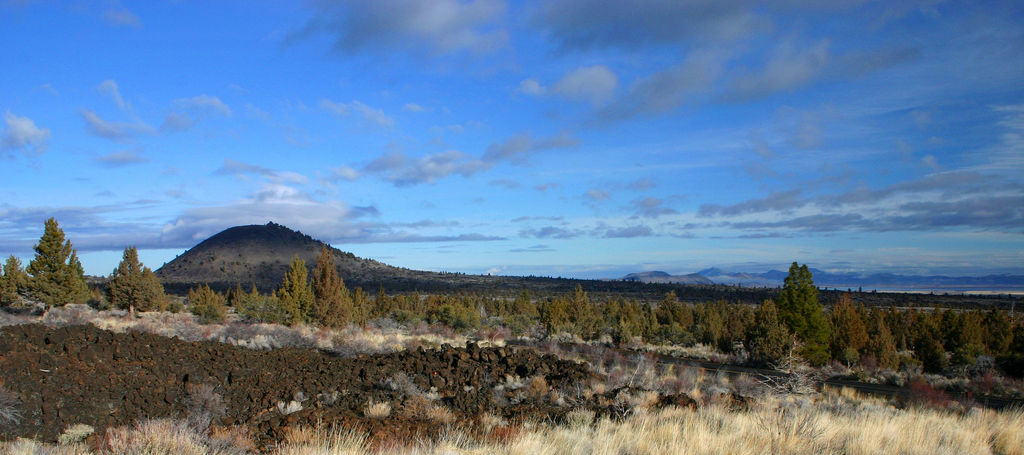
Le Lava Beds National Monument.

Lindsay Applegate et sa troupe sont les premiers « hommes blancs » dans ce qui devient le Lava Beds National Monument. Lorsqu'ils traversent vers l'est, ils sont arrêtés par de la lave vers la pointe sud du lac Tule. La particularité connue comme le Pont de Pierre à l'extrémité nord est la route de centaines de migrants. 
Une loi de l'Oregon accordait des terres aux citoyens, et Lindsay fait sa demande en 1846 pour une terre à Yoncalla, entre Eugene et Roseburg, où il établit un moulin à blé. Comme charpentier, il construit le premier bac pour une rivière dans le comté de Polk en 1844. Il est aussi propriétaire du péage de la piste Applegate à travers les monts Siskiyou, qu'il vend dans les années 1860. 
Lindsay est désigné comme agent spécial pour la tribu Modoc en 1861. En 1862, il est élu à la Chambre des représentants de l'Oregon, comme républicain représentant le comté de Jackson. En 1865, il est désigné comme responsable de traités de négociation et d'autres actions du gouvernement américain concernant la tribu Klamath. Peu après qu'il ait quitté son poste, la guerre des Modocs entre la tribu et l'armée du gouvernement éclate en 1872. En janvier 1873, avec d'autres colons tels que Samuel Asahel Clark et R. H. Kincaid, Lindsay propose avec succès une commission de paix pour mettre fin à la diffusion de la guerre.

## Postérité

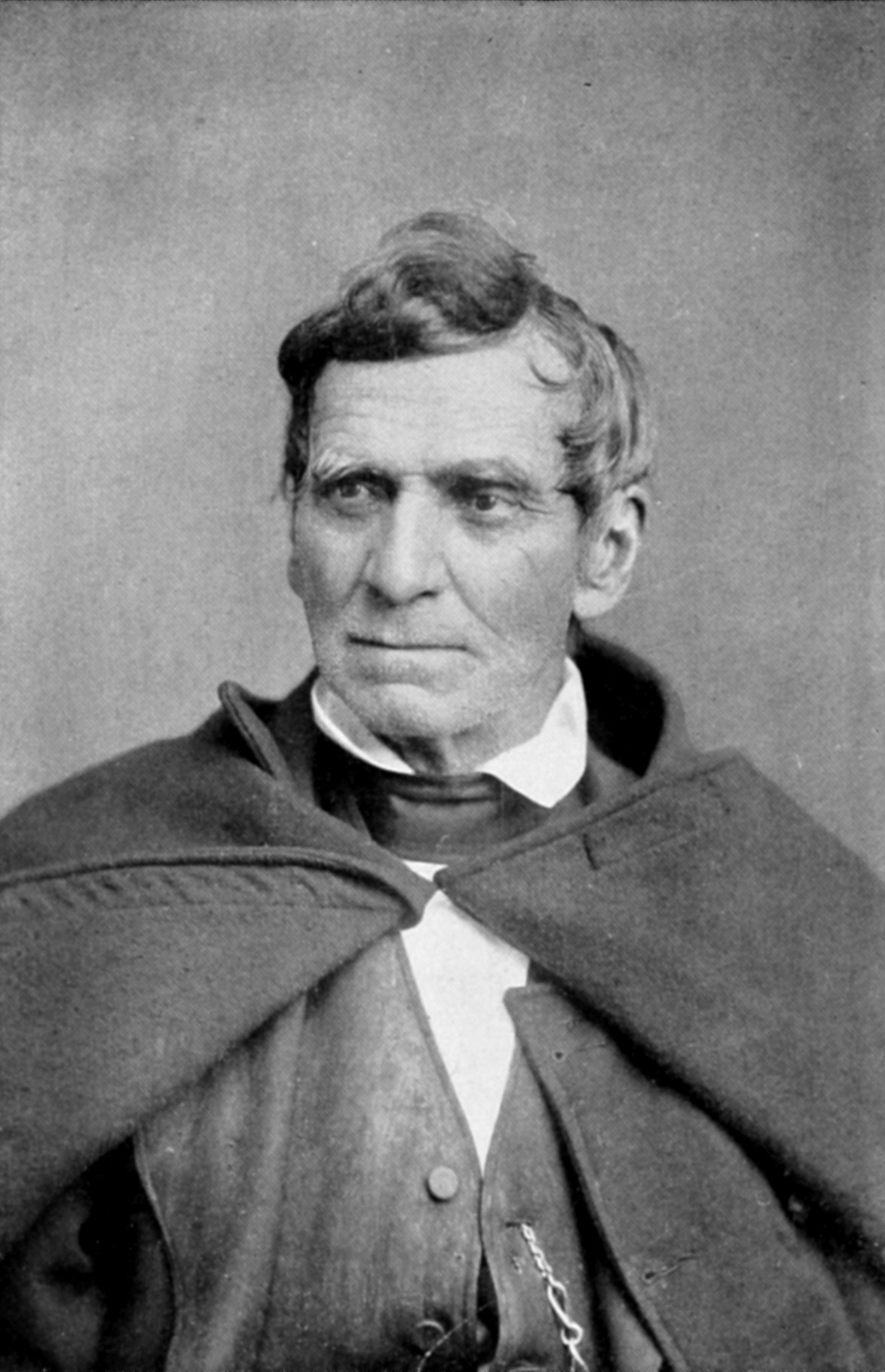
Lindsay Applegate.

Lindsay se retire à Ashland en 1869. Il meurt le 28 novembre 1892, âgé de 84 ans, à Ashland ou à Klamath Falls. Ses fils Elisha, Jesse A., Oliver, et Ivan lui survécurent, ainsi que ses filles Alice et Rachel. Ses cinq autres enfants Warren, Theresa, Annie, Frank et Jerome meurent avant lui, ainsi que sa femme Elizabeth en 1882. Il publie Notes and Reminiscences of Laying Out and Establishing the Old Emigrant Road into Southern Oregon en 1846.